# Roman Zahorowski
Roman Zahorowski (Zaborowski) herbu Korczak – stolnik czernihowski w latach 1647–1659, rotmistrz królewski w 1652 roku, rotmistrz wojsk kwarcianych w latach 20. XVII wieku.
Poseł na sejm 1629 roku z województwa wołyńskiego. 
Poseł sejmiku łuckiego na sejm zwyczajny 1652 roku, poseł sejmiku włodzimierskiego województwa wołyńskiego na sejm nadzwyczajny 1652 roku.
W 1648 roku był elektorem Jana II Kazimierza Wazy z województwa czernihowskiego i powiatu nowogrodzkosiewierskiego.